# Charles Rostaing
Charles Rostaing (Istres, 9 d'octubre de 1904 - Saint-Mitre-les-Remparts, 24 d'abril de 1999) fou un romanista, occitanista i especialista en onomàstica.

## Vida i obra
Rostaing va fer estudis secundaris a Marsella (1914-1923) i superiors (1923-1926) a la universitat d'Ais de Provença on fou alumne de Georges Lote i del provençalista Emile Ripperti. El 1928 va aprovar l'agregació (professor d'institut), i a partir d'aquí va exercir de professor, primer a Alès, Toló, Niça i, en darrer lloc, a París (1934-1946). El 1947 va obtenir el doctorat amb una tesi sobre toponímia occitana, Essai sur la toponymie de la Provence depuis les origines jusqu’aux invasions barbares (París 1950, Marsella 1973, 1994) i la tesi complementària que és una edició d'un text: Constant du Hamel. Fabliau (édition critique avec commentaire et glossaire) (Gap 1953, 1965), tesis dirigides, respectivament, per Albert Dauzat i Mario Roques. Justament pocs dies abans de la defensa de les tesis s'inicià a París el 2n Congrés internacional de toponímia i antroponímia, dirigit per Dauzat i Pierre Fouché, que ell contribuí a organitzar.
Pocs mesos abans de la defensa de les tesis s'havia convertit en professor de la Universitat d'Ais de Provença, on de 1952 fins a 1967 fou catedràtic de llengües romàniques com a successor d'Auguste Brun. Des de 1967 i fins a la jubilació, fou el successor de Jean Boutière a la càtedra de "Langue et littérature d'Oc" a la Sorbona. A la Sorbona fou director del "Centre d'enseignement et de recherche d'oc" de 1967 a 1974.
En les seves publicacions es va dedicar a l'edició de textos (Raimbaut de Vaqueiras), a Frederic Mistral, i sobretot a l'onomàstica, particularment la toponímia. També va iniciar el Atlas linguistique et ethnographique de la Provence (1975 --), que va concloure el seu alumne Jean-Claude Bouvier.
Des de 1952 fou Majoral del Félibrige, i fins i tot de 1956 a 1962 "Capoulié" (President). Fou Cavaller de la Légion d'Honneur i oficial de l'Ordre National du Mérite.

## Publicacions
- Les noms de lieux, Paris 1945, 11a edició 1992 (Que sais-je? 176)
- (Ed.) Frédéric Mistral, Mirèio. Morceaux choisis, Saint-Rémy-de-Provence 1956
- (amb Albert Dauzat) Dictionnaire étymologique des noms de lieux en France, Paris 1963, 1969, 1978, 1984, 1989
- (amb René Jouveau) Précis de littérature provençale, Saint-Rémy-de-Provence 1972, Marseille 1987
- (amb Albert Dauzat i Gaston Deslandes), Dictionnaire étymologique des noms de rivières et de montagnes en France, Paris 1978
- (Ed.) Frédéric Mistral, Mireille. Edition bilingue, Paris 1978, Berre l'Etang 1989
- (Ed.) Frédéric Mistral i Pierre Devoluy, Correspondance 1895-1913, Saint-Mitre-les-Remparts 1984
- Frédéric Mistral. L'homme révélé par ses œuvres, Marseille 1987
- (Ed. amb Jean B. Barbaro) Raimbaut de Vaqueira, I Monferrati, Beaumes-deVenise 1989
- Études provençales, Paris 1990
- Commentaires de l'oeuvre de Frédéric Mistral "Calendau", Marseille 1996
- Le vocabulaire populaire des proses d'almanach au début du Félibrige, 1855-1892. Extraits choisis par Yves Rebufat. Commentaires de Charles Rostaing, Grasse 1997